# Karl Ditters von Dittersdorf
Karl Ditters von Dittersdorf ou August Carl Ditters von Dittersdorf (Viena, 2 de Novembro de 1739 - Nenhof, 24 de Outubro de 1799), foi um compositor e violinista austríaco.

## Vida
Em 1745 com a idade de 6 anos começou a estudar violino, conseguindo obter patrocínio do príncipe José Frederico da Saxônia-Hildburghausen. Continuou a estudar violino com Francesco Trani e composição com Giuseppe Bonno. Em 1761 obteve um posto na orquestra do Teatro Imperial. Em 1763 acompanhou Christoph Willibald Gluck na sua viagem à Itália, onde Ditters von Dittersdorf celebrou grandes triunfos como virtuoso. Os seus trabalhos mostram a influência de Gluck.
Em 1765 obteve o cargo de mestre de capella da orquestra do Bispo de Grosswardein na Hungria (actual Roménia), substituindo Michael Haydn. Esta orquestra foi dissolvida em 1769 por ordem da Imperatriz María Teresa, pelo que, em 1770 Ditters von Dittersdorf tornou-se mestre de capella da orquestra do príncipe-bispo Philipp Gotthard von Schaffgotsch de Breslau.
Em 1773 ganhou um título de nobreza, somando, desde então, "von Dittersdorf" ao seu nome. Nesse mesmo ano, o príncipe-bispo o nomeou Amtshauptmann da cidade de Freiwaldau (Jesenik hoje). Estas nomeações foram honras e um estratagema que o príncipe-bispo utilizou para reter o talento do compositor no seu serviço na província.
Em 1794, após 24 anos de serviço, tem um grave confronto com o príncipe-bispo de Breslau e foi expulso do palácio de Johannesberg. No ano seguinte, o Barão Ignaz von Stillfried permitiu-lhe viver num dos seus castelos no sul da Boémia. Os últimos anos da sua vida foram passados entre dificuldades económicas. Dedicou-se a supervisionar algumas produções óperisticas, a compilar e editar o seu trabalho para publicação e escrever sua "Autobiografia", que foi publicada postumamente em 1801.

## Obras
- Sinfonias on Ovid's Metamorphoses, Nos 1-3, Failoni Orchestra, Hanspeter Gmür, 1995, Naxos Nx 8553368
- Sinfonias on Ovid's Metamorphoses, Nos 4-6, Failoni Orchestra, Hanspeter Gmür, 1995, Naxos Nx 8553369
- Sinfonias. Grave d1, Grave F7, Grave g1, Failoni Orchestra, Uwe Grodd, 1996, Naxos Nx 8553974
- Sinfonias. Grave a2, Grave D16, Grave A10, Failoni Orchestra, Uwe Grodd, 1996, Naxos Nx 8553975
- String Quartets 1 & 3-5, Franz Schubert Quartet, 1989, cpo 999 038-2
- String Quartets 2 & 6, String Quintets in C & G, Franz Schubert Quartet, 1992, cpo 999 122-2
- Geistliche Musik (Requiem, Offertorium zu Ehren des Heiligen Johann von Nepumuk, Lauretanische Litanei), Regensburger Domspatzen, Consortium musicum München, Georg Ratzinger, 1996 + 1987, Freiburger Musikforum / ars musici AM 1158-2
- Sinfonien in D, Es, A, Lisbon Metropolitan Orchestra, Álvaro Cassutto, 2006, Naxos
- Double Bass Concertos, Swedish Chamber Orchestra, Paul Goodwin, Chi-Chi Nwanoku, 2000, hyperion
- Sinfonies Exprimant (Les Metamoprphoses D`Ovide) Nos 1-6, Prague Chamber Orchestra, Bohumil Gregor, 1988 Supraphon
- Doctor und Apotheker (1876) (ópera)
- concerto for double bass in D major